# Autonomizam
Autonomni pokreti (ital. Autonomia) su radikalno levi društveni pokreti, bliski anarhizmu, koji se javljaju 1970-ih godina, prvo u Italiji, a zatim u Nemačkoj i drugde u Evropi. Karakteriše ih odvajanje od tradicionalne politike i zahtev za samostalnim upravljanjem svojim životima, što se ispoljavalo kroz samoupravu i autonomiju. 
Glavno obeležje autonomnih pokreta je da oni ne teže ni osvajanju vlasti niti reformi društva kroz institucije, nego razvijanju alternativnih životnih stilova ovde i sada. Oni odabiraju da žive u komunama umesto tradicionalnih porodica, u skvotiranim prostorima stvaraju socijalne centre van komercijalne masovne kulture, a internacionalnu zajednicu, definisanu radikalnim akcijama, suprotnostavljaju nacionalizmu podržavanom od strane države. Još neka bitna obeležja su nezavisnost od političkih partija i sindikata, odbijanje pregovaranja s državom, autonomnost u odnosu na svoju grupu (ne primaju naredbe ni od koga) i militantni pristup sa čestim masovnim sukobima s policijom. Obzirom da ne postoji jedinstven stav pokreta o raznim temama, više su orijentisani na akciju nego na ideologiju, odnosno svoju teoriju ispoljavaju akcijom.

## Pozadina
1970-te su godine “istorijskog kompromisa” (it. compromesso storico), kada su se Komunistička partija Italije (KPI) i demohrišćani, ranije nepomirljivi politički protivnici, okrenuli saradnji radi prevazilaženja duboke ekonomske, društvene i političke krize u zemlji. Lider komunista Enrico Berlinguer i predsednik demohrišćana Aldo Moro su bili glavni zagovornici te saradnje. Mnogi radikalni levičari taj potez KPI doživljavaju kao izdaju klasne borbe i počinju tražiti političke alternative izvan parlamenta. 
Ljudi su sve više okretali leđa klasičnoj levici jer je razmišljala u okvirima klasne teorije iz 19. veka i nije bila sposobna rešavati aktuelne probleme, ali su takođe okretali leđa i novoj levici (Lotta Continua, Autonomia Operaia, Potere Operaio, Il Manifesto, itd.) jer je počela da ima sve veće političke apetite, poput ulaska u parlament, a nije više znala koji su stvarni problemi mladih. Čak je dolazilo i do sukoba na manifestacijama nove levice između obezbeđenja i pankera, feministkinja, studenata itd. Tako nastaju italijanski autonomni pokreti.
Mnoge grupe se manje-više nezavisno jedna od druge od kraja 1960-ih istovremeno pojavljuju u više zemalja zapadne (kapitalističke) Evrope: samoredukcija u Italiji, radikalne feminističke grupe, kontrakulturne grupacije kao što su Metropolitenski Indijanci u Italiji, spontisti u Nemačkoj, provosi u Holandiji; omladinski pokret u Švajcarskoj i Danskoj i delovi mirovnog i antinuklearnog pokreta, a sve kulminira pojavom grupa koje same sebe nazivaju autonomni. “Autonomija je bio pojam koji je preko noći našem revoltu dao ime… Pre smo se nazivali anarhistima, spontistima, komunistima ili smo imali različite individualne koncepcije načina življenja. Zatim smo svi bili Autonomen”. - Časopis Radikal br. 123

## Italijanska autonomia
Autonomni žele ukidanje, a ne popravljanje, državnog aparata. Država je za njih generator svih nepravdi u društvu. Krajem 1960-ih u Italiji se javlja samoredukcija (autoreduzione), tj. pokret odbijanja plaćanja računa. Zauzimanjem prostora (kuća, fabrika, fakulteta, javnih površina) su ispoljavali svoje neslaganje sa koceptom vlasništva, protovili su se špekulacijama sa nekretninama zbog kojih su mnogi ostajali bez krova nad glavnom i tražili svoje mesto u javnosti. Jedan od glavnih slogana autonomnih pokreta je bio “vogliamo tutto!” (hoćemo sve!). Sukobi sa policijom, mrtvi i masovna hapšenja su bili svakodnevnica. Sa autonomnim pokretima se javljaju prvi socijalni centri u Italiji, a njihovo nasleđe se ogleda i danas u mnogim autonomnim pokretima i mestima širom Italije i Evrope. Jedan od važnijih teoretičara pokreta bio je Antonio Negri.
Autonomisti su u Italji tokom 1970-ih polako slabili zbog sve jače državne represije i jačanja terorizma Crvenih brigada i drugih oružanih grupa, pa se pokret širi u Nemačku, Švajcarsku, Holandiju i drugde. 

## Nemački autonomen
Nemački pokret je učio od italijanskog i mnogi su nemački aktivisti tih godina bili u Italiji da bi kasnije tu borbu preneli u Nemačku. Tako nastaju autonomen, nemačka varijanta autonomnih pokreta, a iz njih se kasnije razvija crni blok. Glavni oslonci nemačkog autonomnog pokreta su bile feministkinje, skvoteri i antinuklearni aktivisti. Nemačka je posle Drugog svetskog rata intenzivno razvijala nuklearnu energiju. 1977. je godina masovnih demonstracija protiv atomskih centrala. 1979. je preko 150.000 ljudi protestovalo protiv nuklearne politike SDP i federalne vlade. 
Krajem 1981. nemačka vlada počinje sa legalizovanjem nekih skvotova da bi podelila autonomni pokret i marginalizovala radikalnije elemente. Ali pokret nije oslabljen, već je naprotiv pojačan u periodu 1980. i 1981. ne samo zbog brutalnog tretmana skvotera, već ponajviše zbog najveće policijske mobilizacije još od Nacističke Nemačke, radi napada na nenasilne, sedeće protestante “Slobodne republike Vendland”, kampa sa 5000 antinuklearnih aktivista koji su blokirali gradnju deponije nuklearnog otpada u Gorlebenu. Čak i mnogi pređašnji pacifisti su radikalizovani takvim političkim iskustvom.
Kao odgovor na nasilje države radikalni aktivisti razvijaju taktiku crnog bloka (nem: Schwarze Block), protestujući i marširajući sa kacigama, ski maskama i uniformnom crnom odećom, a oni najspremniji su nosili i cokule ojačane metalom, štanlge, palice, pendreke i štitove. "Crno je postala boja političkog ništavila – povlačenje poslušnosti partijama, vladama i nacijama” (Katsiafikas). 1980-ih godina nemačkim gradovima marširalo je na hiljade osoba odevenih u crno noseći poruke "Gradi revoluciju, izazivaj moć" ili "Ne odbrojavajte naše dane, odbrojavajte svoje". Autonomeni su se tih godina često sukobljavali s rastućim neonacističkim skupinama i policijom koja je iseljavala skvotove.
Da bi sprečili nastajanje kulta ličnosti, autonomeni istaknute pojedince pokreta zovu promis (prominentni pojedinci) što je negativna konotacija i oni često postaju predmet sprdnje. Na demontracijama govornici često govore iz unutrašnjosti kamiona, tako da govornik može izražavati radikalnije stavove, policija i nacisti ih ne mogu kasnije prepoznati, a mediji ne mogu stvoriti “lidera” pokreta. 
Tokom 1980-ih, Hafenštrase u Hamburgu je bio žarišna tačka međunarodnog autonomnog pokreta. Od 1984. do 1990. tu su se održavala godišnja okupljanja autonomnih, kojima je prisustvovalo i po 5000 ljudi, na kojima se raspravljalo o skvotiranju, antiNATO politici, antinuklearnoj politici, problemu političkih zatvorenika i međunarodnoj solidarnosti.
1995. godine se preko 2000 autonomnih okupilo u Berlinu da bi raspravljali o autonomnom pokretu u 21. veku.

## Novi autonomni pokreti
Primer novih autonomnih pokreta su zapatisti, potomci Maja indijanaca iz džungli Čjapasa u Meksiku, koji se bore protiv ugnjetavanja koje su trpeli od kada je Kortez ušao u južni Meksiko i za narodnu autonomiju. 

## Antiglobalizam
Autonomni pokreti su deo, a dobrim delom i inspiracija, tzv. antiglobalističkog pokreta. Prvi znatniji rezultati borbe koju su započeli još 1980-ih, se javljaju posle protesta protiv STO u Sijetlu decembra 1999. (poznatih kao "bitka za Sijetl"), kada njihov diskurs i njihovi zahtevi ulaze u mejnstrim medije. 